# Palatul Episcopal Sârbesc din Arad
Palatul Episcopal Sârbesc este o clădire monument istoric situată în Piața sârbească din municipiul Arad. A fost construit la începutul secolului al XX-lea după planurile arhitectului Milan Tabacovici, fiind casă de raport și sediul Oficiului Parohial Sârb. Este un edificiu cu parter și două etaje, de mari dimensiuni, cu o desfășurare pe trei străzi. Atrage atenția prin asimetria dispoziției elementelor decorative construite și aplicate ce înlătură monotonia desfășurării.